# Platyrhinoidis triseriata
Platyrhinoidis triseriata es una especie de peces de la familia Platyrhinidae en el orden de los Torpediniformes.

## Morfología
• Los machos pueden llegar alcanzar los 91 cm de longitud total.

## Distribución geográfica
Se encuentra en las  costas del Pacífico oriental (desde San Francisco, Estados Unidos, hasta Baja California Sur, México, con una posible población aislada en el Golfo de California.